# Лейк-Мері (Флорида)
Лейк-Мері (англ. Lake Mary) — місто (англ. city) в США, в окрузі Семінол штату Флорида. Населення — 16 798 осіб (2020).

## Географія
Лейк-Мері розташований за координатами 28°45′33″ пн. ш. 81°20′7″ зх. д. / 28.75917° пн. ш. 81.33528° зх. д. (28.759223, -81.335224).  За даними Бюро перепису населення США в 2010 році місто мало площу 25,72 км², з яких 23,73 км² — суходіл та 1,99 км² — водойми.

## Демографія
Згідно з переписом 2010 року, у місті мешкали 13 822 особи в 5329 домогосподарствах у складі 3903 родин. Густота населення становила 537 осіб/км².  Було 5728 помешкань (223/км²).
Расовий склад населення:
| - 84,5 % — білих - 6,0 % — азіатів - 5,0 % — чорних або афроамериканців - 0,3 % — корінних американців - 1,8 % — осіб інших рас |

До двох чи більше рас належало 2,5 %. Частка іспаномовних становила 10,2 % від усіх жителів.
За віковим діапазоном населення розподілялося таким чином: 22,6 % — особи молодші 18 років, 63,3 % — особи у віці 18—64 років, 14,1 % — особи у віці 65 років та старші. Медіана віку мешканця становила 42,9 року. На 100 осіб жіночої статі у місті припадало 94,3 чоловіків;  на 100 жінок у віці від 18 років та старших — 91,5 чоловіків також старших 18 років.
Середній дохід на одне домашнє господарство  становив 106 529 доларів США (медіана — 85 100), а середній дохід на одну сім'ю — 125 371 долар (медіана — 102 720). Медіана доходів становила 75 046 доларів для чоловіків та 47 373 долари для жінок. За межею бідності перебувало 6,4 % осіб, у тому числі 10,4 % дітей у віці до 18 років та 5,2 % осіб у віці 65 років та старших.
Цивільне працевлаштоване населення становило 7397 осіб. Основні галузі зайнятості: освіта, охорона здоров'я та соціальна допомога — 21,7 %, науковці, спеціалісти, менеджери — 18,5 %, роздрібна торгівля — 17,9 %.